# Naegele-Regel
Die Naegele-Regel ist eine Formel zur Errechnung des wahrscheinlichsten Geburtstermins bei einer menschlichen Schwangerschaft, die nach dem Heidelberger Gynäkologen Franz Naegele (1778–1851) benannt wurde.

## Naegele-Regel
Bei der Standard-Zykluslänge von 28 Tagen errechnet sich der Geburtstermin wie folgt:
Errechneter Geburtstermin = [erster Tag der letzten Regelblutung] + 7 Tage − 3 Monate + 1 Jahr; oder: [erster Tag der letzten Regelblutung] + 9 Monate + 7 Tage.

## Erweiterte Naegele-Regel
Die erweiterte Naegele-Regel wird angewandt, wenn die Zykluslänge ungleich 28 Tage ist:
Errechneter Geburtstermin = [Erster Tag der letzten Regel] + 7 Tage − 3 Monate + 1 Jahr +/− [Abweichung in Tagen]

## Interpretation des Termins
Die Naegele-Regel liefert den Tag mit der größten Geburts-Wahrscheinlichkeit. Diese beträgt jedoch nur ca. vier Prozent. Geburten bis drei Wochen vor und zwei Wochen nach diesem Datum gelten als Termingeburten, dies sind ca. 90 Prozent. Neun Prozent sind Frühgeburten mehr als drei Wochen vor dem errechneten Termin, ein Prozent sind übertragene Geburten mehr als zwei Wochen nach dem errechneten Termin.

## Ursprung der Regel
Der Ursprung der Regel kann heute nur noch rekonstruiert werden. Sie wird seit circa 200 Jahren angewandt und soll von Franz Naegele entwickelt worden sein. Er selbst beschrieb sich aber nie als der Erfinder. Als er die Regel 1812 das erste Mal in Erfahrungen und Abhandlungen aus dem Gebiethe der Krankheiten des weiblichen Geschlechtes. Nebst Grundzügen einer Methodenlehre der Geburtshülfe erwähnt, verweist er auf Hermann Boerhaave, der sich bereits 1715 mit der Dauer der Schwangerschaft beschäftigte. Boerhaaves Vorlesungen wurden nach dessen Tod von Albrecht von Haller, einem seiner Schüler, herausgegeben. In diesen Aufzeichnungen findet sich bereits eine Rechenregel zur Berechnung des Entbindungstermines. Unklar ist noch, ob Boerhaave bereits eine Woche in der Addition berücksichtigte, diese Ergänzung könnte auch von Haller stammen, und ob er vom „letzten Tag der Menstruation“ oder vom „ersten Tag der letzten Periode“ ausging.